# AmeriKKKa’s Most Wanted
AmeriKKKa's Most Wanted – pierwszy solowy album amerykańskiego rappera, Ice Cube’a. Płyta zdobyła status platynowej płyty, i wywołała spore kontrowersje. Przy pracach nad albumem Cube’owi pomagał Chuck D z legendarnej grupy Public Enemy. Nazwa AmeriKKKa's Most Wanted wzięła się od programu America's Most Wanted w którym czarnych przedstawiano jako przestępców, zaś trzy litery K oznaczały Ku Klux Klan, który według Ice Cube’a miał wtedy spore wpływy w USA.

## Koncepcja
Ice Cube po swoim odejściu z N.W.A w dużym stopniu zmienił swój styl. Przede wszystkim prace nad albumem trwały na wschodnim wybrzeżu, a w jego tworzenie zaangażowała się legendarna grupa Public Enemy. Jest to wspaniały przykład storytellingu (opowiadanie historii), z większości tekstów, które wciągają słuchacza Ice wyciąga jakiś morał, np. Once Upon A Time In The Projects, nic więc dziwnego, że album zdobył uznanie krytyków i słuchaczy na całym świecie. W większości oparty jest na chaotycznych podkładach, które wiele osób mogą do niego zniechęcić.

## Lista utworów
| Nr  | Tytuł utworu                                                   | Tekst                                                            | Producent                            | Długość |
| --- | -------------------------------------------------------------- | ---------------------------------------------------------------- | ------------------------------------ | ------- |
| 1.  | „Better Off Dead”                                              | O'Shea Jackson · Brian Holt                                      | Ice Cube · Sir Jinx · Eric Sadler    | 1:03    |
| 2.  | „The Nigga Ya Love To Hate”                                    | Jackson · Sadler                                                 | The Bomb Squad · Ice Cube · Sir Jinx | 3:13    |
| 3.  | „AmeriKKKa's Most Wanted”                                      | Jackson · Sadler · Keith Shocklee                                | The Bomb Squad · Ice Cube · Sir Jinx | 4:08    |
| 4.  | „What They Hittin' Foe?”                                       | Jackson · Alan Gorrie · Irvine J. Weldon, Jr                     | The Bomb Squad · Ice Cube · Sir Jinx | 1:22    |
| 5.  | „You Can't Fade Me / JD's Gaffilin”                            | Jackson · Sadler · William Collins · George Clinton ·            | The Bomb Squad · Ice Cube · Sir Jinx | 5:12    |
| 6.  | „Once Upon a Time in the Projects”                             | Jackson · Ricardo Thomas · Bryson Evans                          | Sir Jinx · The Bomb Squad            | 3:41    |
| 7.  | „Turn Off the Radio”                                           | Jackson · Sadler · Paul Shabazz · Carlton Ridenhour              | The Bomb Squad · Ice Cube · Sir Jinx | 2:37    |
| 8.  | „Endangered Species (Tales from the Darkside)” (gość. Chuck D) | Jackson · Ridenhour · Sadler                                     | The Bomb Squad · Ice Cube · Sir Jinx | 3:21    |
| 9.  | „A Gangsta's Fairytale” (gość. Lil Russ)                       | Jackson · Sadler                                                 | Sir Jinx · Ice Cube · Eric Sadler    | 3:16    |
| 10. | „I'm Only Out for One Thang” (gość. Flavor Flav)               | Jackson · Anthony Wheaton · John Marascalco · Leo Price          | The Bomb Squad · Ice Cube · Sir Jinx | 2:10    |
| 11. | „Get Off My Dick and Tell Yo Bitch to Come Here”               | Jackson · Sadler                                                 | The Bomb Squad · Ice Cube · Sir Jinx | 0:56    |
| 12. | „The Drive-By”                                                 | Sir Jinx · Sadler                                                | Sir Jinx                             | 1:01    |
| 13. | „Rollin' Wit the Lench Mob”                                    | Jackson · Sadler · Shocklee · Clinton · Collins · Bernie Worrell | The Bomb Squad · Ice Cube · Sir Jinx | 3:43    |
| 14. | „Who's the Mack?”                                              | Jackson · James Brown · Fred Wesley · St. Clair Pinckney         | Sir Jinx · The Bomb Squad            | 4:35    |
| 15. | „It's a Man's World” (gość. Yo-Yo)                             | Jackson · Sir Jinx · Yolanda Whitaker                            | Sir Jinx · Ice Cube                  | 5:26    |
| 16. | „The Bomb”                                                     | Jackson · Sir Jinx                                               | Sir Jinx · The Bomb Squad            | 3:25    |
|     |                                                                |                                                                  |                                      | 49:09   |

## Pozycje na listach
| Rok  | Album                   | Pozycje na listach | Pozycje na listach     |
| Rok  | Album                   | Billboard 200      | Top R&B/Hip Hop Albums |
| 1990 | AmeriKKKa's Most Wanted | #19                | #6                     |

| Rok  | Utwór                     | Pozycje na listach | Pozycje na listach               | Pozycje na listach | Pozycje na listach |
| Rok  | Utwór                     | Billboard Hot 100  | Hot R&B/Hip-Hop Singles & Tracks | Hot Rap Singles    |                    |
| 1990 | "AmeriKKKa's Most Wanted" | –                  | –                                | #1                 |                    |

## Sample
The Nigga Ya Love to Hate
- "Weak At the Knees" by Steve Arrington
- "Atomic Dog" by George Clinton
- "A Bitch Iz A Bitch" by N.W.A
- "Gangsta Gangsta" by N.W.A

AmeriKKKa's Most Wanted
- "Humpin'" by the Bar-Kays
- "There It Is" by James Brown
- "Let the Music Take Your Mind" by Kool and the Gang
- "Advice" by Sly and the Family Stone

What They Hittin' Foe
- "The Jugglers" by the Average White Band
- "Sister Sanctified" by Stanley Turrentine

You Can't Fade Me
- "Pneumonia" by Kool and the Gang
- "Rumpofsteelskin" by Parliament

Once Upon a Time in the Projects
- "Shoo-B-Doop and Cop Him" by Betty Davis

Turn Off the Radio
- Piece of My Love" by Guy
- "House of Beauty" by Isaac Hayes
- "Rated X" by Kool and the Gang

Endangered Species (Tales From the Darkside)
- "Standing On the Verge Of Getting It On" by Funkadelic
- "Funky Drummer" by James Brown

A Gangsta's Fairytale
- "Parrty" by Maceo & the Macks
- "Nursery Rhymes" by Andrew Dice Clay

The Drive-By (spoken)
- "Bust a Move" by Young MC

Rollin' Wit the Lench Mob
- "Aquaboogie (A Psychoalphadiscobetabioaquadoloop)" by Parliament

Who's the Mack?
- "T Stands for Trouble" by Marvin Gaye
- "Impeach the President" by the Honey Drippers
- "I Wanna Get Down" by the J.B.'s
- "Sing a Simple Song" by Sly and the Family Stone

It's a Man's World
- "It's a Man's, Man's, Man's World" by James Brown
- "Crumbs Off the Table" by Laura Lee
- "Brother Green (The Disco King)" by Roy Ayers
- "Lyin' Ass Bitch" by Fishbone

The Bomb
- "Funk to the Folks" by Soul Searchers